# Vestindiens traktat
Vestindiens traktat, officielt konventionen mellem USA og Danmark, var en traktat i 1916, der overførte suveræniteten til Jomfruøerne (Dansk Vestindien) fra den 1. april 1917 fra Danmark til USA i bytte for en sum af $25.000.000 amerikanske dollars i guld.
 Der er for få eller ingen kildehenvisninger i denne artikel, hvilket er et problem. Du kan hjælpe ved at angive troværdige kilder til de påstande, som fremføres i artiklen.